# Parlamentswahl in Estland 1920

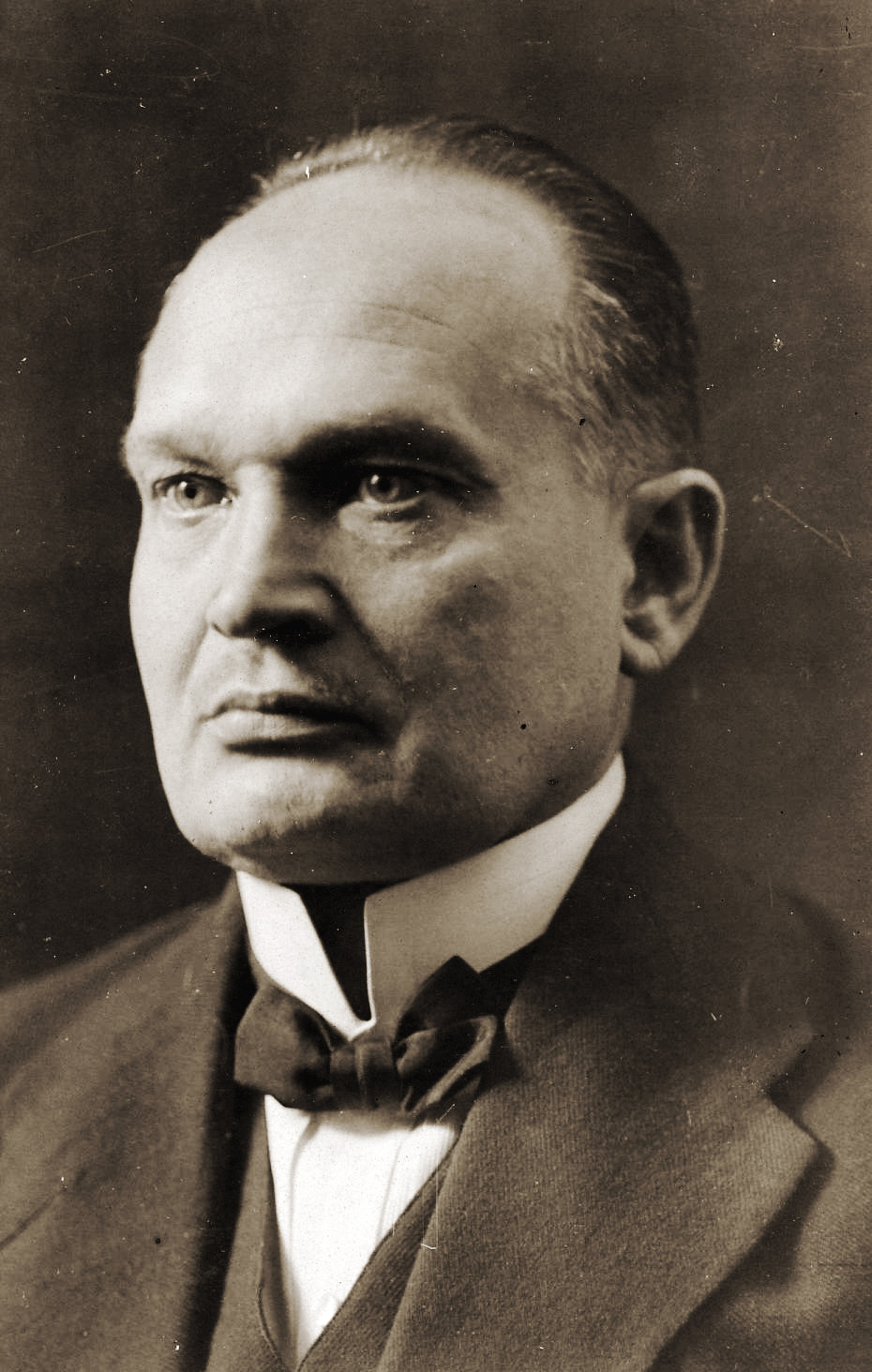
Der agrarisch orientierte „Bund der Landwirte“ unter Konstantin Päts war der eigentliche Wahlgewinner und konnte über vierzehn Prozentpunkte hinzugewinnen

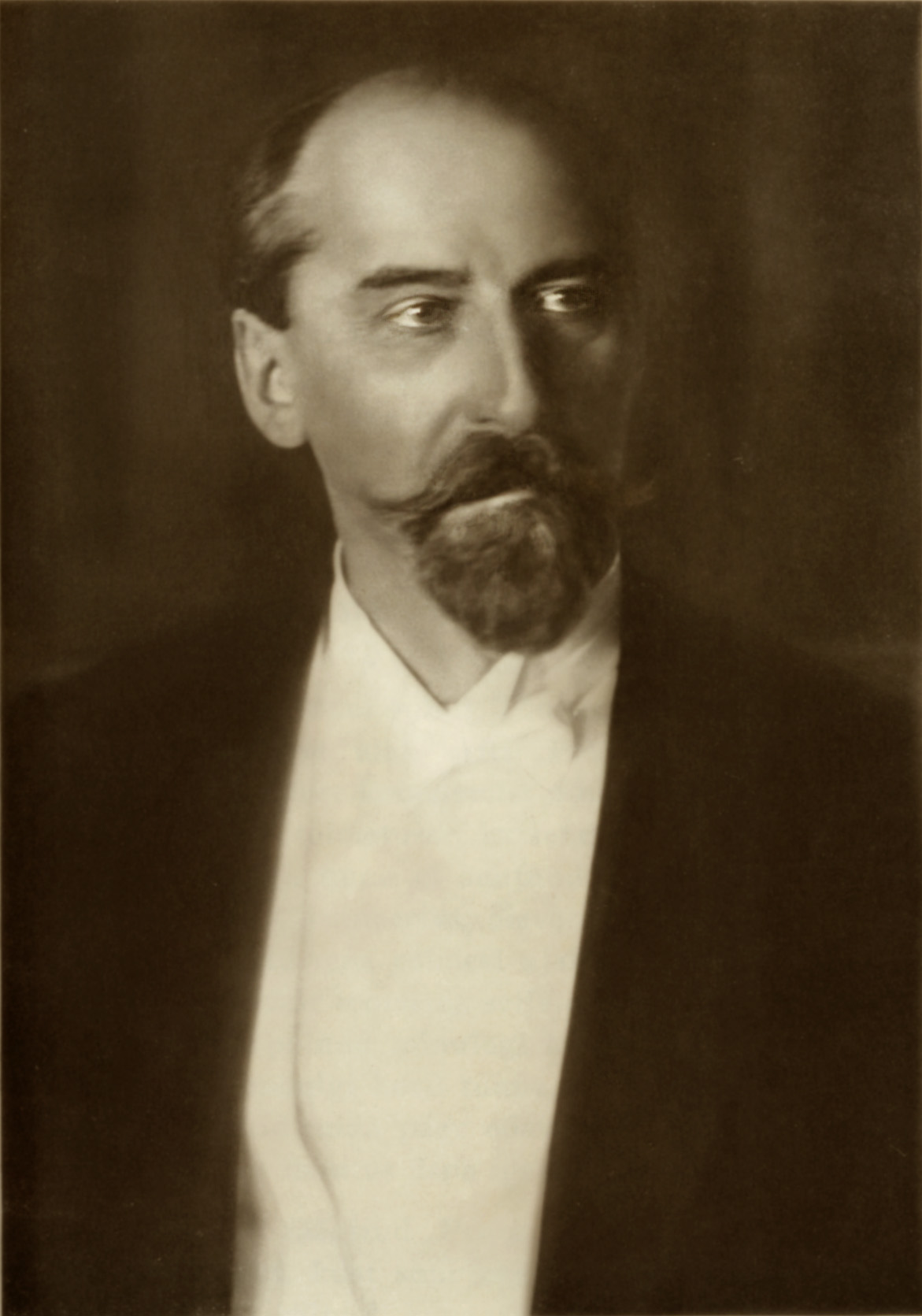
Jaan Tõnisson, der Führer der Estnischen Volkspartei (Eesti Rahvaerakond)

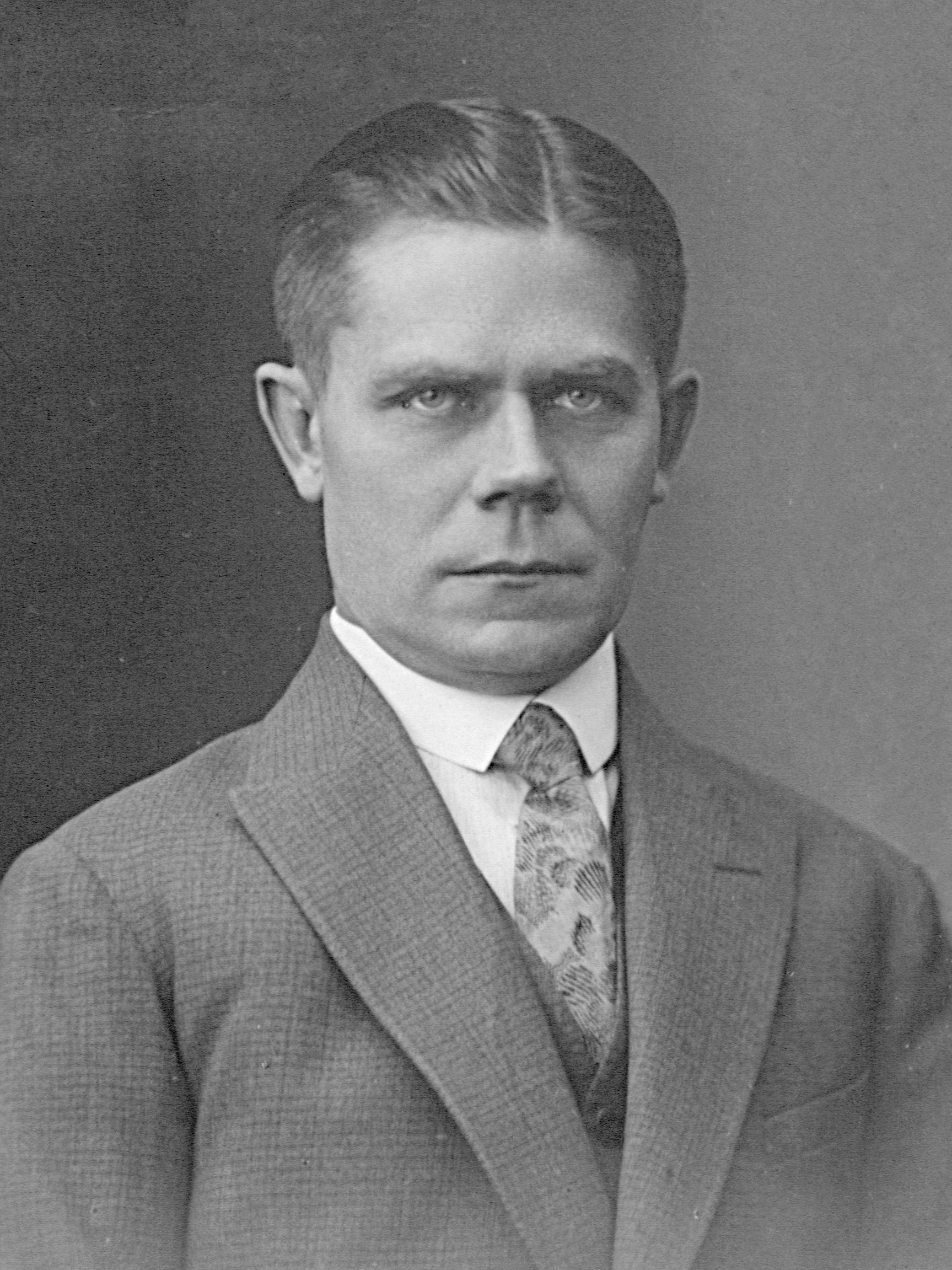
Hans Kruus wurde 1920 zum Vorsitzenden der linkssozialistischen Estnischen Unabhängigen Sozialistischen Arbeiterpartei (EISTP) gewählt

Die Parlamentswahl in Estland 1920 fand vom 27. bis 29. November statt. Es waren die Wahlen zur ersten Legislaturperiode des estnischen Parlaments (Riigikogu) nach Verabschiedung der estnischen Verfassung von 1920 durch die Verfassungsgebende Versammlung (Asutav Kogu).

## Wahltermin
Die erste Verfassung der Republik Estland war von der im April 1919 gewählten Verfassungsgebenden Versammlung am 15. Juni 1920 angenommen.
Am 2. Juli 1920 verabschiedete die Verfassungsgebende Versammlung, die bis zur Wahl eines Parlaments die legislative Gewalt in Estland ausübte, das Wahlgesetz für die Republik Estland (Riigikogu valimise, rahvahääletamise ja rahva algatamise õiguse seadus).
Die neue estnische Verfassung trat am 21. Dezember 1920, unmittelbar nach der ersten Parlamentswahl, in Kraft. Einen Tag zuvor endete das legislative Mandat der Verfassungsgebenden Versammlung. Die gesetzgebende Gewalt wurde von nun an allein durch den Riigikogu ausgeübt.

## Wahlverfahren
Die 100 Abgeordneten wurden nach dem Grundsatz der Verhältniswahl für eine Legislaturperiode von drei Jahren gewählt. Die Parteien stellten für die Wahl Listen für die zehn Wahlkreise auf. Dieselben Kandidaten konnten in mehreren Wahlkreisen kandidieren. Die Sitzzuteilung erfolgte nach dem D’Hondt-Verfahren.

## Wahlergebnis
Bei der Parlamentswahl 1920 stellten sich 17 Parteien und Gruppierungen zur Wahl. Zehn schafften den Einzug in die erste Legislaturperiode des Riigikogu.
Gewinnerin der Wahl war die Estnische Arbeitspartei (Eesti Tööerakond). Sie zog trotz Stimmenverlusten mit 22 Mandaten als größte Fraktion in das estnische Parlament ein. Die Partei war 1919/20 vom linken Flügel des Parteienspektrums mehr in die Mitte gerückt.
Mit 21 Abgeordneten lag der Bund der Landwirte leicht dahinter. Die agrarisch ausgerichtete Partei konnte die unerwartete Wahlschlappe bei den Wahlen zur Verfassungsgebenden Versammlung wettmachen und ihren Stimmenanteil nahezu verdreifachen.
Wahlverliererin war die konservative Estnische Volkspartei (Eesti Rahvaerakond), die als Regierungspartei unpopuläre Maßnahmen hatte durchsetzen müssen. Gleichzeitig verlor die estnische Sozialdemokratie, die in der Asutav Kogu die stärkste Fraktion gestellt hatte, die Hälfte ihrer Wählerschaft. Die sozialdemokratische ESDTP büßte Stimmen zugunsten der radikaleren linkssozialistischen EISTP (11 Mandate) und der Kommunisten (5 Mandate) ein.
Die deutschbaltische und die russischsprachige Minderheit konnten ebenfalls Abgeordnete in das Parlament entsenden. Hans Pöhl zog als Vertreter der schwedischen Minderheit auf der Wählerliste der Christlichen Volkspartei in den Riigikogu ein. Die Versuche, eine eigenständige Partei der Juden in Estland zu gründen, scheiterten hingegen.

## Amtliches Endergebnis

### Im Parlament vertretene Parteien
| Partei | Partei                                        | deutscher Name                                      | politische Orientierung      | % (Wahl 1920) | Sitze I. Riigikogu (Wahl 1920) | % (Wahl Asutav Kogu 1919) |
| ------ | --------------------------------------------- | --------------------------------------------------- | ---------------------------- | ------------- | ------------------------------ | ------------------------- |
|        | Eesti Tööerakond                              | Estnische Arbeitspartei                             | Mitte-links                  | 21,0 %        | 22                             | 25,1 %                    |
|        | Põllumeeste Kogud                             | Bund der Landwirte                                  | konservativ-agrarisch        | 20,8 %        | 21                             | 6,5 %                     |
|        | Eesti Sotsiaaldemokraatiline Tööliste Partei  | Estnische Sozialdemokratische Arbeiterpartei        | sozialdemokratisch           | 17,0 %        | 18                             | 33,3 %                    |
|        | Eesti Iseseisev Sotsialistlik Tööliste Partei | Estnische Unabhängige Sozialistische Arbeiterpartei | linkssozialistisch           | 10,6 %        | 11                             | 5,8 %                     |
|        | Eesti Rahvaerakond                            | Estnische Volkspartei                               | Mitte-rechts                 | 10,4 %        | 10                             | 20,7 %                    |
|        | Kristlik Rahvaerakond                         | Christliche Volkspartei                             | christlich-konservativ       | 7,5 %         | 7                              | 4,4 %                     |
|        | Eesti Ametiühisuste Kesknõukogu               | Zentralrat der estnischen Gewerkschaften            | kommunistisch                | 5,3 %         | 5                              | –                         |
|        | Saksa-Balti Erakond                           | Deutschbaltische Partei                             | deutschbaltische Minderheit  | 3,9 %         | 4                              | 2,5 %                     |
|        | Vene Rahvuslik Liit Eestis                    | Russischer Nationalverband in Estland               | russischsprachige Minderheit | 1,8 %         | 1                              | 1,2 %                     |
|        | Majandusline rühm                             | Wirtschaftliche Gruppierung                         | Interessenpartei             | 1,1 %         | 1                              | –                         |

### 1920 bis 1923 nicht im Parlament vertretene Parteien
Die übrigen Parteien und Gruppierungen erhielten keine Abgeordnetenmandate:
- Eesti Vabariigi Peipsiäärsed kodanikud („Bürger der Republik Estland am Peipussee“): 0,3 %
- Meie Matsi mehed: 0,1 %
- Eesti Vabariigi Võitlussõjavägi („Kämpfende Armee der Republik Estland“): 0,0 %
- Juudi Vähemusrahvus (jüdische Minderheit): 0,0 %
- Juudi rahva vähemus (jüdische Minderheit): 0,0 %
- Kristlik rühm („Christliche Gruppe“): 0,0 %
- Kuigatsi valla hääleõiguslikud kodanikud „(Stimmberechtigte Bürger der Gemeinde Kuigatsi)“: 0,0 %

## Regierungsbildung
Am 4. Januar 1921 trat das neugewählte Parlament im „Weißen Saal“ des Schlosses auf dem Tallinner Domberg erstmals zusammen. Das Plenum wählte Otto Strandman (Estnische Arbeitspartei) zum Parlamentspräsidenten. Erst am 12. September 1922 konnte das Parlament die von den Architekten Eugen Habermann und Herbert Johanson neugestalteten Räume einweihen.
Die nur kurzzeitig amtierende Regierung der Estnischen Arbeitspartei unter dem Staatsältesten (Riigivanem) Anton Piip demissionierte zum 25. Januar 1921. Konstantin Päts vom Bund der Landwirte bildete eine neue Koalitionsregierung. Der Mitte-rechts-Koalition gehörten an:
- Põllumeeste Kogud (Bund der Landwirte)
- Eesti Tööerakond (Estnische Arbeitspartei)
- Kristlik Rahvaerakond (Christliche Volkspartei)
- Eesti Rahvaerakond (Estnische Volkspartei)

Die Regierung blieb bis November 1922 im Amt. Anschließend bildete Juhan Kukk (Estnische Arbeitspartei) eine neue Regierung, die bis zum Ende der Legislaturperiode amtierte. Sie konnte sich im Parlament auf eine Mehrheit der Põllumeeste Kogud (Bund der Landwirte), der Eesti Tööerakond (Estnische Arbeitspartei) und der Eesti Sotsiaaldemokraatlik Tööliste Partei (Estnische Sozialdemokratische Arbeiterpartei) stützen.

## Parlamentsauflösung
Der erste Riigikogu konnte seine dreijährige Legislaturperiode nicht ganz beenden. Auf Initiative der Christlichen Volkspartei fand im Februar 1923 eine Volksabstimmung über den Religionsunterricht in öffentlichen Schulen statt. Da das Volk das zuvor vom Riigikogu abgelehnte Gesetz annahm, musste das Parlament aufgelöst werden.
Die Wahlen zur zweiten Legislaturperiode des estnischen Parlaments fahren vom 5. bis 23. Mai 1923 statt.